# Łebediwka (obwód żytomierski)
Łebediwka (ukr. Лебедівка) – wieś na Ukrainie, w obwodzie żytomierskim, w rejonie nowogrodzkim. W 2001 roku liczyła 290 mieszkańców.
Pod koniec XIX w. wieś Słobódka Czerniecka w powiecie z siedzibą w Nowogradzie Wołyńskim.